# George Henson
George Horace Henson (25 tháng 12 năm 1911 – 1988) là một cầu thủ bóng đá người Anh thi đấu ở Football League cho Bradford Park Avenue, Northampton Town, Sheffield United, Swansea Town và Wolverhampton Wanderers.